# Augustina Weihermüller
Maria Anna Augustina Weihermüller OSB (* 7. Juni 1900 in Bühlerzell-Kammerstatt als Josephine Weihermüller; † 29. März 1993) war eine deutsch-amerikanische Benediktinerin.
Weihermüller wurde als Tochter eines Försters in der Nähe von Ellwangen geboren. Zunächst arbeitete sie als Lehrerin im württembergischen Schuldienst. Am 1. November 1928 trat sie in die Abtei St. Walburg ein. Anfang 1935 wurde sie in die USA nach Bolder geschickt, um die Abbey of St. Walburga aufzubauen. Dort erwarb sie auch die amerikanische Staatsbürgerschaft.
Am 25. März 1950 wurde sie in Abwesenheit zur Nachfolgerin der verstorbenen Äbtissin von St. Walburg Maria Anna Benedicta von Spiegel gewählt. Am 12. September 1950 spendete   Joseph Schröffer, Bischof von Eichstätt, ihr die Äbtissinnenweihe. 1985 resignierte sie von der Leitung der Abtei.
Sie wurde zur Ehrenbürgerin von Eichstätt ernannt und erhielt den bayerischen Verdienstorden.